# Torneo Femenino Clausura 2008 (Argentina)
El Torneo Femenino Clausura 2008 fue la vigésima cuarta edición del Campeonato Femenino de Fútbol organizado por la Asociación del Fútbol Argentino. Participaron nueve equipos. El campeón fue Boca Juniors, logrando con este campeonato el récord de diez torneos ganados de forma consecutivos y obteniendo el décimo sexto título de su historia.

## Equipos participantes
| Equipo         | Ciudad            |
| -------------- | ----------------- |
| Atlas          | General Rodríguez |
| Boca Juniors   | Buenos Aires      |
| Estudiantes    | La Plata          |
| Excursionistas | Buenos Aires      |
| Huracán        | Buenos Aires      |
| Independiente  | Avellaneda        |
| Platense       | Vicente López     |
| River Plate    | Buenos Aires      |
| San Lorenzo    | Buenos Aires      |

## Sistema de disputa
El torneo se desarrolló según el sistema de todos contra todos, a una sola vuelta y disputándose en total nueve fechas.

## Tabla de posiciones
| Pos. | Equipo         | Pts. | PJ | PG | PE | PP | GF | GC | Dif. |
| ---- | -------------- | ---- | -- | -- | -- | -- | -- | -- | ---- |
| 01.º | Boca Juniors   | 24   | 8  | 8  | 0  | 0  | 76 | 2  | 74   |
| 02.º | River Plate    | 19   | 8  | 6  | 1  | 1  | 48 | 11 | 37   |
| 03.º | San Lorenzo    | 17   | 8  | 5  | 2  | 1  | 43 | 6  | 37   |
| 04.º | Estudiantes    | 15   | 8  | 5  | 0  | 3  | 27 | 17 | 10   |
| 05.º | Huracán        | 12   | 8  | 4  | 0  | 4  | 18 | 27 | −9   |
| 06.º | Independiente  | 10   | 8  | 3  | 1  | 4  | 13 | 15 | −2   |
| 07.º | Atlas          | 6    | 8  | 2  | 0  | 6  | 9  | 33 | −24  |
| 08.º | Platense       | 3    | 8  | 1  | 0  | 7  | 5  | 35 | −30  |
| 9.º  | Excursionistas | 0    | 8  | 0  | 0  | 8  | 0  | 93 | −93  |

|  | Campeón. |

Fuentes: Rec.Sport.Soccer Statistics Foundation y CeroaCero

## Resultados

### Fecha 1
| 20 de abril de 2008 | Atlas | 0 - 8   | River Plate | A. Puga, Gral. Rodríguez    |                             |
|                     |       | Reporte | Soledad López (1°T) (2°T) · Evangelina Testa (1°T) · Gimena Blanco (2°T) · Mariana Larroquette (2°T) · María Pía Gómez (2°T) | Árbitro(s): Esteban Vicente | Árbitro(s): Esteban Vicente |

| 20 de abril de 2008 | Huracán | 8 - 0   | Excursionistas |  |  |
|                     |         | Reporte |                |  |  |

| 20 de abril de 2008 | Independiente | 0 - 6   | Boca Juniors |  |  |
|                     |               | Reporte |              |  |  |

| 20 de abril de 2008 | Estudiantes | 0 - 5   | San Lorenzo                                            | La Plata, |  |
|                     |             | Reporte | María Belén Potassa · Analía Almeida · Paola Garbalena |           |  |

Platense libre.

### Fecha 2
| 27 de abril de 2008 | Platense | 4 - 0   | Excursionistas |  |  |
|                     |          | Reporte |                |  |  |

| 27 de abril de 2008 | Boca Juniors | 9 - 0   | Estudiantes |  |  |
|                     |              | Reporte |             |  |  |

| 27 de abril de 2008 | Independiente | 0 - 1   | Huracán |  |  |
|                     |               | Reporte |         |  |  |

| 27 de abril de 2008 | Atlas | 0 - 4   | San Lorenzo                              | General Rodríguez, |  |
|                     |       | Reporte | María Belén Potassa · Florencia Quiñones |                    |  |

River Plate libre.

### Fecha 3
| 10 de mayo de 2008 | Huracán | 0 - 6   | Estudiantes |  |  |
|                    |         | Reporte |             |  |  |

| 11 de mayo de 2008 | San Lorenzo    | 2 - 2   | River Plate                 | Ciudad Deportiva,        |                          |
|                    | Analía Almeida | Reporte | Gimena Blanco · Mara Moyano | Árbitra: Salomé Di Iorio | Árbitra: Salomé Di Iorio |

| 11 de mayo de 2008 | Boca Juniors | 14 - 0  | Atlas |  |  |
|                    |              | Reporte |       |  |  |

| 11 de mayo de 2008 | Independiente | 4 - 0   | Platense |  |  |
|                    |               | Reporte |          |  |  |

Excursionistas libre.

### Fecha 4
| 17 de mayo de 2008 | Excursionistas | 0 - 5   | Independiente |  |  |
|                    |                | Reporte |               |  |  |

| 17 de mayo de 2008 | Huracán | 4 - 0   | Atlas |  |  |
|                    |         | Reporte |       |  |  |

| 18 de mayo de 2008 | Platense | 0 - 1   | Estudiantes |  |  |
|                    |          | Reporte |             |  |  |

| 18 de mayo de 2008 | Boca Juniors | 3 - 1   | River Plate    | Casa Amarilla,          |                         |
|                    | - · - · -    | Reporte | Valeria Cotelo | Árbitra: Estela Álvarez | Árbitra: Estela Álvarez |

San Lorenzo libre.

### Fecha 5
| 24 de mayo de 2008 | Estudiantes | 15 - 0  | Excursionistas |  |  |
|                    |             | Reporte |                |  |  |

| 25 de mayo de 2008 | River Plate                                                               | 7 - 2   | Huracán | Predio de Ezeiza,         |                           |
|                    | María Pía Gómez · Mariana Larroquette · Gimena Blanco · Daiana Echeverría | Reporte | - · -   | Árbitro(s): Leandro Nuñez | Árbitro(s): Leandro Nuñez |

| 25 de mayo de 2008 | Platense | 1 - 3   | Atlas |  |  |
|                    |          | Reporte |       |  |  |

| 25 de mayo de 2008 | Boca Juniors | 3 - 1   | San Lorenzo    | Ciudad Deportiva, |  |
|                    | - · - · -    | Reporte | Analía Almeida |                   |  |

Independiente libre.

### Fecha 6
| 31 de mayo de 2008 | Platense | 0 - 2   | River Plate |  |  |
|                    |          | Reporte |             |  |  |

| 31 de mayo de 2008 | Huracán | 0 - 5   | San Lorenzo                                               |  |  |
|                    |         | Reporte | María Belén Potassa · Analía Almeida · Florencia Quiñones |  |  |

| 1 de junio de 2008 | Atlas | 6 - 0   | Excursionistas |  |  |
|                    |       | Reporte |                |  |  |

| 13 de julio de 2008 | Estudiantes | 2 - 0   | Independiente |  |  |
|                     |             | Reporte |               |  |  |

Boca Juniors libre.

### Fecha 7
| 7 de junio de 2008 | Independiente | 1 - 0   | Atlas |  |  |
|                    |               | Reporte |       |  |  |

| 7 de junio de 2008 | Platense | 0 - 8   | San Lorenzo                                        |  |  |
|                    |          | Reporte | María Belén Potassa · Nadia Salazar · Carina Núñez |  |  |

| 8 de junio de 2008 | Huracán | 0 - 9   | Boca Junios |  |  |
|                    |         | Reporte |             |  |  |

| 22 de junio de 2008 | River Plate | 20 - 0  | Excursionistas |  |  |
|                     |             | Reporte |                |  |  |

Estudiantes libre.

### Fecha 8
| 28 de junio de 2008 | San Lorenzo | 17 - 0  | Excursionistas | Ciudad Deportiva, |  |
|                     | Carina Núñez · Florencia Mandrile · Ana Peralta · Paola Gambalena · Débora Molina · María Tierri · María Ayala · Gabriela Chávez | Reporte |                |                   |  |

| 28 de junio de 2008 | Atlas | 0 - 1   | Estudiantes |  |  |
|                     |       | Reporte |             |  |  |

| 29 de junio de 2008 | River Plate                                                      | 5 - 2   | Independiente | River auxiliar, Núñez     |                           |
|                     | María Pía Gómez · Evangelina Testa · Andrea López · Melisa Leiva | Reporte | - · -         | Árbitro(s): Pablo Giménez | Árbitro(s): Pablo Giménez |

| 29 de junio de 2008                             | Boca Juniors | 14 - 0  | Platense |  |  |
|                                                 | Rosana Gómez · Miriam Britos · Florencia Jaimes · Clarisa Huber · Elizabeth Villanueva · Victoria Bedini · Carmen Brusca | Reporte |          |  |  |
| En esta fecha Boca Juniors se consagró campeón. | |         |          |  |  |

Huracán libre.

### Fecha 9
| 5 de julio de 2008 | San Lorenzo  | 1 - 1   | Independiente | Ciudad deportiva, |  |
|                    | María Tierri | Reporte | -             |                   |  |

| 6 de julio de 2008 | Estudiantes | 2 - 3   | River Plate |  |  |
|                    |             | Reporte |             |  |  |

| 6 de julio de 2008 | Excursionistas | 0 - 18  | Boca Juniors |  |  |
|                    |                | Reporte |              |  |  |

| 13 de julio de 2008 | Huracán | 3 - 0   | Platense |  |  |
|                     |         | Reporte |          |  |  |

Atlas libre.

## Campeón
| XXX                      |
| Boca Juniors 16.º título |